# Leptonemobius sjostedti
Leptonemobius sjostedti är en insektsart som beskrevs av Lucien Chopard 1961. Leptonemobius sjostedti ingår i släktet Leptonemobius och familjen syrsor. Inga underarter finns listade i Catalogue of Life.